# Ölvedi László
Ölvedi László, Ölveczky (Érsekújvár, 1903. május 22. – Budapest, 1931. június 21.) költő, publicista, Ölvedi János bátyja.

## Élete
Ölvedi János és Noszkay Erzsébet fia. Középiskolai tanulmányait az érsekújvári Szent Ferenc-rendi katolikus gimnáziumban végezte, ahol 1921-ben érettségi vizsgát tett. Tizennyolc éves korában Győztél Galilei címmel történelmi drámát írt, amelyet nagy sikerrel elő is adtak. A cseh hatóságok nem nézték jó szemmel a fiatal költő sikereit, ezért Magyarországra menekült, ahol az Eötvös Kollégium lakójaként a Budapesti Tudományegyetem bölcsészettudományi karának hallgatója lett és filozófiai doktorátust szerzett. Bekapcsolódott a meginduló cserkészmozgalom építésébe. Részt vett különféle társadalmi, kulturális és hazafias egyesületek munkájában. Ekkoriban jelent meg két verskötete is. Mint a Bolgár–Magyar Társaság és a nemzetközi diákszövetség tagja alkalma volt részt venni azokon a külföldi gyűléseken és megbeszéléseken, amelyek a kisebbségi sorsba jutott nemzetiségek helyzetével foglalkoztak. Elsősorban a magyar kisebbség, s ezek között is főleg a szlovákiai magyarság érdekében emelt szót ezeken a kongresszusokon. Párizs, Oxford, Cambridge, Brüsszel voltak az agitáló munkájának főbb állomásai, de járt Berlinben, Varsóban, Szófiában is, ahol viszont a külföldre szakadt magyarság nemzeti öntudatának ébrentartásában fáradozott sokat. Munkatársa volt a budapesti Magyar Nemzeti Szövetségnek. 1928 és 1930 között a Párisi Magyar Egyesület titkára is volt. A magyar ügy védelmében, a roubaix-i munkásgyűlésen összeütközésbe került a kommunistákkal, akik durván bántalmazták s az ott szerzett sérülései miatt nemsokára, 1931. június 21-én Budapesten meghalt. Líráját rutinos verselés és szélsőséges nacionalista szellem jellemezte. Tagja volt a komáromi Jókai Körnek, a pozsonyi Toldy Körnek és a kassai Kazinczy Társaságnak.
A Farkasréti temetőben helyezték végső nyugalomra.

## Főbb művei
- Valakit várunk (versek, Budapest, 1922)
- A bányász éneke (versek, Berlin, 1923)
- Múzsák (versek, Érsekújvár, 1928)

## Emlékezete
Szülőházának falán 1941-ben emléktáblát helyeztek el. Az emléktábla leleplezésénél báró Majthényi József alispán és Rézler Gábor érsekújvári polgármester mondott beszédet.